# Harrisburgi nemzetközi repülőtér
A Harrisburgi nemzetközi repülőtér (IATA: MDT, ICAO: KMDT) az Amerikai Egyesült Államok egyik nemzetközi repülőtere, amely Harrisburg közelében található. Éves utasforgalma 1 205 442 fő (2016).

## Futópályák
A repülőtér futópályái:
- 13/31 (10 001 ft, 200 ft, aszfalt)

## Forgalom
Az utasforgalom az elmúlt években az alábbi módon változott:
| Utasok száma | 1 164 166 | 1 329 774 | 1 316 235 | 1 298 857 | 1 241 519 | 1 294 632 | 1 310 929 | 1 174 107 | 1 164 582 | 1 492 738 |
|              | 2001      | 2003      | 2005      | 2007      | 2009      | 2011      | 2013      | 2015      | 2017      | 2019      |

## Légitársaságok és úticélok
2024-ben a Harrisburg nemzetközi repülőtérről az alábbi járatok indulnak:

### Személy
| Légitársaság      | Célállomások | Források |
| ----------------- | --- | -------- |
| Allegiant Air     | Fort Lauderdale, Jacksonville (FL) (kezdődik 2024. június 14-től), Orlando/Sanford, Punta Gorda (FL), Sarasota, St. Petersburg/Clearwater Szezonális: Myrtle Beach, Nashville | [ 3 ]    |
| American Airlines | Charlotte, Dallas/Fort Worth | [ 4 ]    |
| American Eagle    | Boston, Charlotte, Chicago–O'Hare, Philadelphia | [ 4 ]    |
| Delta Air Lines   | Atlanta | [ 5 ]    |
| Delta Connection  | Detroit Szezonális: Atlanta | [ 5 ]    |
| Frontier Airlines | Orlando (vége 2024. május 13-tól) | [ 7 ]    |
| United Airlines   | Chicago–O'Hare | [ 8 ]    |
| United Express    | Chicago–O'Hare, Newark (vége 2024. június 26-tól), Washington–Dulles (kezdődik 2024. június 27-től)                                                                           | [ 8 ]    |

### Cargo
| Légitársaság          | Célállomások                                                                                                   |
| --------------------- | --- |
| Ameriflight           | Allentown, Newark, Wilkes-Barre/Scranton                                                                       |
| FedEx                 | Baltimore, Indianapolis, Memphis, Newburgh Szezonális: Greensboro, Raleigh/Durham, Syracuse, Washington–Dulles |
| FedEx Feeder          | Newark, Williamsport, Wilkes–Barre/Scranton                                                                    |
| United Parcel Service | Chicago/Rockford, Louisville, Philadelphia Szezonális: Anchorage, Dallas-Fort Worth, Hartford, Ontario         |